# Bubbi Morthens
Bubbi Morthens (6 de junio de 1956 (68 años), Reikiavik, Islandia) es un reconocido cantante y compositor. Su nombre de nacimiento es Ásbjörn Kristinsson Morthens, siendo Bubbi una forma afectiva para Ásbjörn.

## Vida
Grabó su primer álbum solista en 1979 y fue editado al año siguiente con el título de Ísbjarnarblús, que lo llevó a la popularidad en Islandia debido a las influencias de Iggy Pop y otros artistas, los cambios de estilos musicales durante las sesiones de grabación, pero particularmente debido a las letras, ya que éstas estaban impregnadas de un contenido sobre la lucha social, fundamentalmente de las clases bajas de la industria pesquera a los trabajadores inmigrantes.
Su primera banda importante fue Utangarðsmenn (Los Desconocidos), una banda de punk que lideró el movimiento new wave en Islandia y que estaba formada por los guitarristas Michael D. Pollock (Mickey Dean) y Daniel Pollock (Dirty Dan), el baterista Magnús Stefánsson (Mad Dog Magoo), y finalmente el bajista Rúnar Erlingsson (Rooney the Ripper).

Utangarsðmenn ganó popularidad en Islandia a través de la extensa cobertura de prensa y varias presentaciones, incluyendo tres en el campo deportivo Laugarðashöll, donde en una de las presentaciones aparecieron como teloneros del grupo británico Clash. Bubbi dejó la banda justo después del cuarto álbum, Í Upphafi Skyldi Endinn Skoða en 1981; los otros miembros de la banda siguieron tocando bajo el nombre de Bodies, en honor a una canción de Utangarðsmenn.
En ese momento, Bubbi y su hermano, Bergþór se unieron con el bajista Þorleifur Guðjónsson y formaron una nueva banda llamada Egó, un nombre que ha sido atribuido por algunos como una referencia al enorme ego de Bubbi. Tocaron por un tiempo y el grupo original fue ampliado con la entrada del baterista Jóhann Ridar (también conocido como “Motorhead”) y el guitarrista Ragnar Sigurðsson.
La banda empezó a presentarse en Reikiavik, pero cuando comenzaron a grabar, Jóhann y Ragnar abandonaron y fueron reemplazados por Magnús Stefánsson y Tómas Magnús Tómasson, quien se unió como músico de sesión y productor. Con estos cambios internos, la banda mejoró su música y lanzaron su álbum de debut, Breyttir Tímar, el 1 de abril de 1982 convirtiéndose en uno de los álbumes más vendidos de la historia de la música islandesa, llegando al segundo lugar en la lista de álbumes islandeses en donde permaneció dentro de los diez más importantes discos por 19 semanas consecutivas. Mientras tanto, cuando realizaban una gira promocional del álbum en Islandia, Þorleifur decide abandonar y es reemplazado por Rúnar Erlingsson.
Egó siguió con Í Mynd, en el mismo año, y la crítica consideró que era mejor que el disco anterior. Con este lanzamiento, Egó realizó una gira por Escandinavia donde Magnús Stefánsson decidió dejar la banda y fue reemplazado por Jökull Úlfsson y la banda fue ampliada una vez más con la llegada del tecladista Gunnar Rafnsson. Después de alcanzar el éxito, los conflictos internos empezaron a socavar la relación con la discográfica y a pesar de que la banda había tomado la decisión de separarse, habían firmado un contrato por el cual estaban obligados a lanzar otro álbum. Así fue como Egó lanzó su último trabajo en 1984, titulado con el nombre de la banda. Con la separación, Bubbi dejó Islandia y los músicos siguieron caminos diferentes. En 2001 los integrantes de Egó se reunieron para lanzar un compilado titulado Í Upphafi Skyldi Endinn Skoða.
Más tarde en 1984, Bubbi regresó a Islandia y formó una banda de rock llamada Das Capital y lanzaron un álbum titulado Lili Marlene y se separaron inmediatamente.

En 1985 firmó con la discográfica sueca Mistlur y lanzó Frelsi til Sölu (Libertad en Venta) el cual le ayudó a traer un mayor éxito comercial, hasta que Dögun (Amaneciendo) fuera lanzado en 1987 y se convirtiera en un éxito rotundo de la carrera musical de Bubbi. Su popularidad quedó finalmente establecida en 1990 con el lanzamiento de Sögur af Landi, con muy buenos comentarios por parte de la crítica.
Hacia 1987 formó un grupo llamado Bubbi & MX-21 con Þorsteinn Magnússon (exguitarrista de Þeyr), Jakob Smári Magnússon (exbajista de Tappi Tíkarrass, el baterista Halldór Larússon y el tecladista Tómas Magnús Tómasson. El grupo lanzó un álbum titulado Skapar Fegurðin Hamingjuna? y colaboró junto a Megas y Sykurmolarnir (más tarde conocidos como The Sugarcubes) en Skytturnar, la banda sonora del filme dirigido por Friðrik Þór Friðriksson.
Hacia inicios de los 90 Bubbi estaba planeando grabar un álbum en español o con estilo sudamericano; este trabajo se materializó con el lanzamiento de Von (Esperanza), un álbum grabado en Cuba con la banda Sierra Maestra. Fue un álbum que marcó un cambio en su estilo musical; con elaborados arreglos e interpretaciones, las letras se refieren a pérdidas y lamentos, junto a las usuales letras de protesta.

En 1993 Bubbi se desplazó hacia un estilo de música country suave con el lanzamiento de Lífið er Ljúft (La Vida es Buena), y en 1994 experimentó con la música rap en el álbum 3 Heimar (3 Mundos). En los 90, Bubbi se unió a Rúnar Júlíusson para formar una banda de rock llamada G.C.D.. También grabó un álbum tributo a su tío el reconocido crooner Haukur Morthens y un álbum de poesía hablada en 1996.

En 1998 salió Arfur (Herencia), un álbum para el cual se valió de rimas tradicionales islandesas y baladas.
La mayor parte de las canciones de Bubbi Morthens son interpretadas en islandés. En Islandia es considerado uno de los artistas de mayores ventas, mientras que no ha alcanzado la popularidad fuera de su país.

## Discografía

### Discografía conUtangarðmenn(1980-1981)
Álbumes:

- 1980 - Rækju - Reggea (???)
- 1980 - Geislavirkir (???)
- 1981 - 45 RPM (???)
- 1981 - Í Upphafi Skyldi Endinn Skoða (???)
- 2001 - Utangarðsmenn (Smekkleysa)

Apariciones:

- 1981 - Northern Lights Playhouse (Fálkinn), compilado islandés.
- 1998 - Nælur (Spor), compilado islandés.

### Discografía deEgó(1982-1984)
Álbumes:

- 1982 - Breyttir Tímar (???)
- 1982 - Í Mynd (???)
- 1984 - Egó (???)
- 2001 - Frá Upphafi til Enda (???), compilado.

Apariciones y colaboraciones:

- 1982 - Rokk í Reykjavík (Hugrenningur), banda sonora del documental de Friðrik Þór Friðriksson.
- 1984 - Tvær í Takinu (Spor), compilado islandés.
- 1998 - Nælur (Spor), compilado islandés.
- 2000 - Pottþétt Rokk 2 (???), compilado islandés.
- 2000 - 2 fyrir 2000 (???), compilado islandés.
- 2001 - Óskalögin 5 (Íslenskir Tónar), compilado islandés.
- 2002 - Óskalögin 6 (Íslenskir Tónar), compilado islandés.
- 2003 - Skonrokk (???), compilado islandés.
- 2004 - Blindsker (???), compilado islandés.

Apariciones en filmes:

- 1982 - Rokk í Reykjavík (Íslenska Kvikmyndasamsteypan), documental dirigido por Friðriksson.

### Discografía deDas Kapital
Álbum:

- 1984 - Lili Marlene (Gramm)

Apariciones:

- 1987 - Geyser - Anthology of the Icelandic Independent Music Scene of the Eighties (Enigma Records), compilado islandés.

### Discografía deBubbi & MX-21
Álbum:

- 1987 - Skapar Fegurðin Hamingjuna? (Gramm Records; Gramm 32)

Apariciones:

- 1987 - Skytturnar (Gramm), banda sonora del filme dirigido por Friðrik Þór Friðriksson.

### Discografía deG.C.D.
Álbumes:

- 1991 - G.C.D. (???)
- 1993 - Svefnvana (???)
- 1995 - Teika (???)

Apariciones:

- 1991 - Forskot á Sæluna (???)
- 1992 - Minningartónleikar um Karl J. Sighvatsson (???)
- 1993 - Heyrðu aftur '93 (???), compilado islandés.
- 1995 - Pottþétt '95 (???), compilado islandés.
- 1995 - Svalasmellir (???)
- 1996 - Undarlegt með unga Menn (???)
- 1997 - Pottþétt Rokk (???), compilado islandés.
- 1999 - Dulbúin Gæfa í Tugatali (???)
- 2000 - Pottþétt Rokk 2 (???), compilado islandés.
- 2003 - Óskalögin 7 (Íslenskir Tónar), compilado islandés.
- 2004 - Óskalögin 8 (Íslenskir Tónar), compilado islandés.

### Discografía solista
Álbumes:

- 1980 - Ísbjarnarblús (???)
- 1981 - Plágan (???)
- 1983 - Fingraför (???)
- 1983 - Línudans (???)
- 1984 - Ný Spor (???)
- 1985 - Kona (???)
- 1987 - Frelsi til Sölu (Gramm Records; Gramm 30) (Mistlur)
- 1987 - Blús fyrir Rikka (???)
- 1987 - Dögun (???)
- 1988 - Bubbi 56 (???)
- 1988 - Moon in the Gutter (???)
- 1988 - Serbian Flower (???)
- 1989 - Hver er Næstur? (???)
- 1989 - Nóttin Langa (Geisli)
- 1990 - Fingraför (???)
- 1990 - Sögur af Landi (???)
- 1991 - Ég er (???)
- 1992 - Von (???)
- 1993 - Lífið er Ljúft (???)
- 1993 - Músiknet Opnun (???)
- 1994 - 3 Heimar (???)
- 1995 - Í Skugga Morthens (???)
- 1996 - Allar Áttir (???)
- 1996 - Hvíta Hliðin á Svörtu (???)
- 1997 - Trúir Þú á Engla (???)
- 1998 - Arfur (???)
- 1999 - Mér Líkar Það (???)
- 1999 - Sögur 1980 - 1990 (Íslenskir Tónar)
- 2000 - Bellman (???)
- 2000 - Sögur 1990 - 2000 (Íslenskir Tónar)
- 2001 - Nýbúinn (???)
- 2002 - Sól að Morgni (???)
- 2003 - 1000 Kossa Nótt (???)
- 2004 - Blindsker (???)
- 2004 - Nei Nei Nei - Tjáningarfrelsi (???)
- 2004 - Þetta Mælti Hann (???)
- 2004 - Tvíburinn (???)
- 2005 - Þú (Smáskífa) (???)
- 2005 - Ást (???)
- 2005 - Í 6 Skrefa Fjarlægð frá Paradís (???)

Apariciones y colaboraciones:
- 1984 - Tvær í Takinu (Spor), compilado islandés.
- 1988 - Lög Jóns Múla Árnasonar við Texta Jónasar Árnasona (???),
- 1988 - Bláir Draumar (Skífan), álbum junto a Megas.
- 1989 - Og Augun Opnast (???), compilado islandés.
- 1990 - Bandalög 2 (???), compilado islandés.
- 1991 - Aftur til Fortíðar 70-80 3. Hluti (???), compilado islandés.
- 1991 - Bandalög 3 (???), compilado islandés.
- 1991 - Forskot á Sæluna (???),
- 1991 - Fyrstu Árin (???),
- 1991 - Icebreakers (???),
- 1992 - Aldrei Ég Gleymi (???),
- 1992 - Hornsteinar (???),
- 1992 - Þrír Blóðdropar (Skífan), álbum de Megas.
- 1993 - Bíólögin (???),
- 1993 - Heyrðu (???),
- 1993 - Heyrðu Aftur '93 (???), compilado islandés.
- 1994 - Bíódagar (???),
- 1994 - Guðmundur Ingólfsson (???),
- 1995 - Ein Stór Fjölskylda (???),
- 1995 - Heyrðu Aftur '94 (???), compilado islandés.
- 1997 - Ferming 97 (???), compilado islandés.
- 1997 - Strákarnir Okkar 1970-1994 (???), compilado islandés.
- 1998 - Carmen Negra (???),
- 1998 - Nælur (Spor), compilado islandés.
- 1998 - Ó Borg Mín Borg : 18 Reykjavíkurlög (???),
- 1998 - Söknuður - Vilhjálmur Vilhjálmsson (???),
- 1999 - Íslandslög 4 (???), compilado islandés.
- 2000 - 2 fyrir 2000 (???),
- 2000 - Dans Stöðumælanna - Ljóðbrot (???),
- 2000 - Icelandic Pop Favourites (???), compilado islandés.
- 2000 - Íslandslög 5 - Í Kirkjum Landsins (???), compilado islandés.
- 2001 - Óskalögin 5 (Íslenskir Tónar), compilado islandés.
- 2001 - Pottþétt Gospel (???), compilado islandés.
- 2001 - Svona er Sumarið 2001 (???),
- 2002 - Megamúsík - Séð og Heyrt (???),
- 2002 - Óskalögin 6 (Íslenskir Tónar), compilado islandés.
- 2002 - Stóra Barnaplatan 3 (???),
- 2002 - Toyota Stuðarinn (???),
- 2003 - Íslandslög 6 (???), compilado islandés.
- 2003 - Ómar Lands og Þjóðar (???),
- 2003 - Óskalögin 7 (Íslenskir Tónar), compilado islandés.
- 2003 - Skonrokk (???),
- 2003 - Svona er Sumarið 2003 (???),
- 2003 - Vermdum Hálendið (???),
- 2004 - Óskalögin 8 (Íslenskir Tónar), compilado islandés.
- 2004 - Svona er Sumarið 2004 (???),